# 马克斯·杰森·麦
马克斯·杰森·麦（Max Jason Mai，1988年12月27日—），本名米洛斯拉夫·斯迈达，是一位斯洛伐克重金属摇滚乐男歌手，因曾在国内歌手选秀节目《捷克斯洛伐克超级巨星》中获得亚军而为人们所熟知。2012年，他曾凭借歌曲《请不要闭上你的双眼》参加《欧洲歌唱大赛》，但未能成功晋级决赛。

## 经历简介

### 早年
史麦达于1988年12月27日出生于捷克斯洛伐克的科希策。

### 参加国内选秀
2009年，他参加了歌手选秀节目《捷克斯洛伐克超级巨星》(衍生自英国同类栏目《流行偶像》)，在最后的2进1冠军争夺战中输给了Martin Chodúr，获得亚军。

### 参加欧视大赛
2011年11月16日，捷克斯洛伐克广电部(RTVS)宣布史麦达的《请不要闭上你的双眼》被选为代表斯洛伐克参加《2012年欧洲歌唱大赛》的曲目。他在第二场半决赛中以22分排名第18位垫底，从而没能进入决赛。

## 音乐作品

### 录音室专辑
- Čo sa týka lásky (2010)
- mirosmajda.com (2013)
- Terrapie (2015)